# Грубор, Мичо
Мичо Грубор (серб. Мичо Грубор, р. 15 сентября 1934, Бастаси, Королевство Югославия) — сербский генерал и военный деятель, военачальник Войска Республики Сербской в период войны в Боснии и Герцеговине.

## Биография
Мичо Грубор родился 15 сентября 1934 года в селе Бастаси в семье Стевана и Милки Грубор. В годы Второй мировой войны оба его родителя были участниками югославского партизанского движения.
Начальную школу окончил в родном селе в 1947 году, затем гимназию в Дрваре. В 1953 году окончил офицерскую пехотную школу в Сараеве, после чего ему было присвоено звание подпоручика. В Югославской народной армии служил в гарнизонах в Мариборе, Сежане, Илирска-Бистрице, Умаге, Риеке, Пуле и Белграде. Мичо Грубор был членом коллектива авторов, подготовившего «Руководство по мобилизации Вооруженных сил СФРЮ», принятого армией в 1986 году. Начало распада Югославии он встретил в звании полковника, будучи на службе в Генеральном штабе. Уже во время вывода югославских частей из Боснии и Герцеговины 3 мая 1992 года был командирован в штаб Второй военной области.
12 мая 1992 года присоединился к Войску Республики Сербской. Был назначен на должность заместителя начальника Главного штаба по организационно-мобилизационным и кадровым вопросам. Вскоре после начала службы в армии боснийских сербов разработал ее организационно-штатную структуру. В 1994 году ему было присвоено звание генерал-майора. 31 декабря 1994 года был отправлен на пенсию.

## Награды
- Югославия Медаль за военные заслуги
- Югославия Орден за военные заслуги с серебряными мечами
- Югославия Орден за военные заслуги с золотыми мечами
- Югославия Орден Народной армии с серебряной звездой
- Югославия Орден Народной армии с золотой звездой
- Республика Сербская Звезда Карагеоргия первой степени[1]